# Lvove, Berîslav
Lvove (în ucraineană Львове) este o comună în raionul Berîslav, regiunea Herson, Ucraina, formată numai din satul de reședință.

## Demografie
Componența lingvistică a comunei Lvove
     Ucraineană (90,33%)
     Rusă (9,28%)
     Alte limbi (0,32%)
Conform recensământului din 2001, majoritatea populației comunei Lvove era vorbitoare de ucraineană (90,33%), existând în minoritate și vorbitori de rusă (9,28%).